# Vernantes

Vernantes este o comună în departamentul Maine-et-Loire, Franța. În 2009 avea o populație de 1,951 de locuitori.